# دومينيك دوفال
دومينيك دوفال (بالإنجليزية: Dominic Duval)‏ هو عازف جاز أمريكي، ولد في 27 أبريل 1945 في نيويورك في الولايات المتحدة، وتوفي في 22 يوليو 2016.

## وصلات خارجية
- دومينيك دوفال على موقع ميوزك برينز (الإنجليزية)
- دومينيك دوفال على موقع ديسكوغز (الإنجليزية)